# 正源清真寺
39°56′13″N 116°21′58″E / 39.9370755°N 116.3660376°E

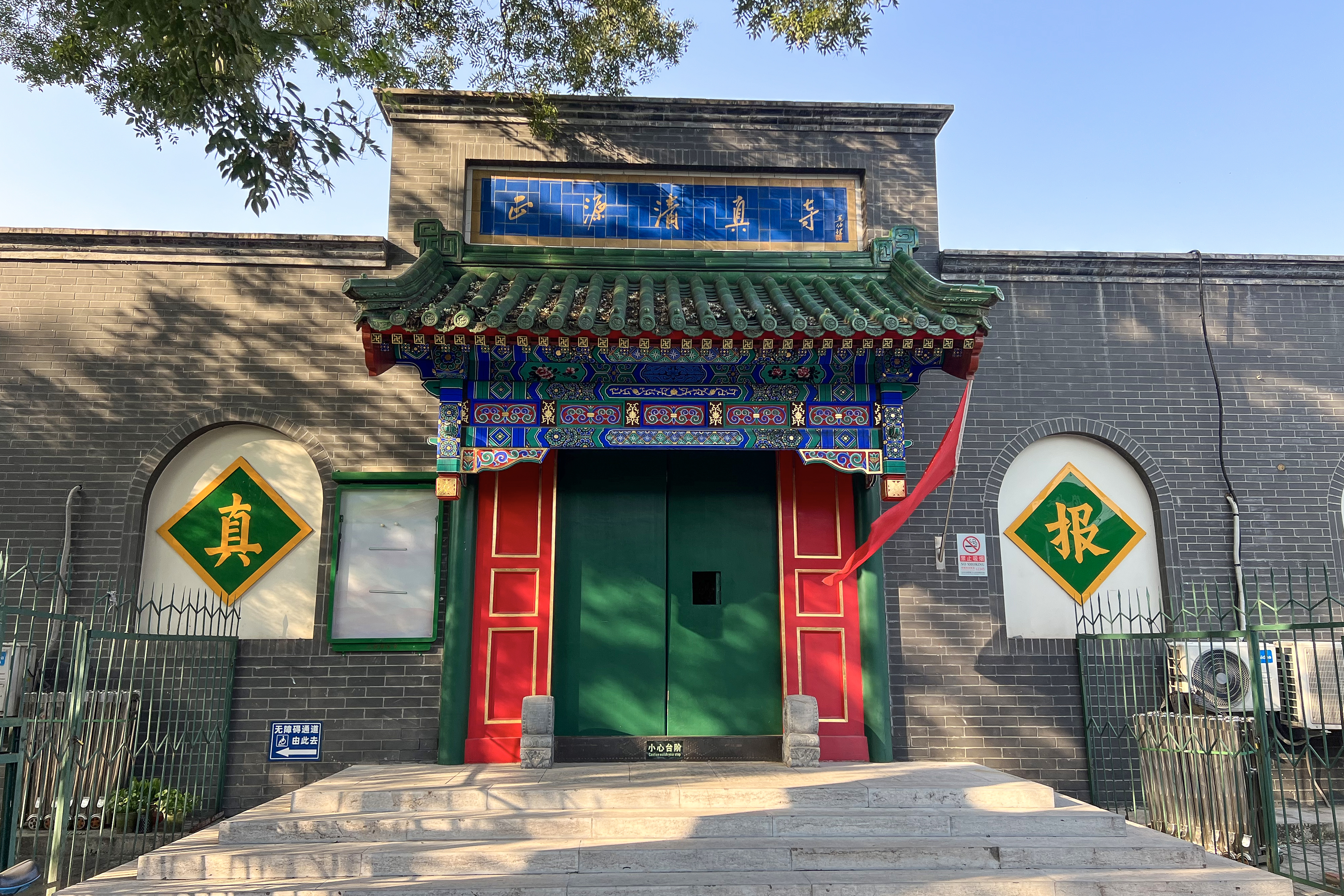
正源清真寺

正源清真寺，位于北京市西城区东冠英西区40号，是一座伊斯兰教清真寺。

## 简介
正源清真寺原名“北沟沿清真寺”、“赵登禹路清真寺”。原址位于西城区赵登禹路37号、39号。始建于清朝道光年间，原寺规模较小，有礼拜殿、阿訇室、沐浴室等建筑。中共十一届三中全会后，落实了宗教房产政策，占用单位腾退了部分房屋，该寺于1986年6月修缮，重新开放为宗教活动场所。
1943年5月，丁溪野由韩光、丁铁石介绍，加入中国共产党，随即被派到河北省易县接近日本占领区的水头村，建立秘密联络站；后又潜入北平城，在城内北沟沿清真寺的李阿訇家以及牛街回民萧德福家等处建立联络点。这些联络站及联络点负责护送赴中国东北的地下工作者，并接送从北平奔向抗日根据地的统战对象。其中，曾将英文版《古兰经》译成汉文的北京师范大学教授李铁铮等人，就是丁溪野亲自接送到晋察冀边区。
1997年7月，由于市政建设，正源清真寺拆迁，建设单位将该寺异地重建为如今的东冠英新址，并更名为“正源清真寺”。21世纪初，该寺有三位阿訇、两位工作人员。
如今该寺正门坐北朝南，门额“正源清真寺”是原宁夏回族自治区主席黑伯理题写。正门两侧书有“亘古清真，护国佑民”八个大字。该寺建筑以阿拉伯风格为主，垂花门楼和石木结构影壁又是中国传统建筑形式。